# Dagda bipapillata
Dagda bipapillata är en rundmaskart som beskrevs av Rowland Southern 1914. Dagda bipapillata ingår i släktet Dagda och familjen Leptolaimidae. Arten är reproducerande i Sverige. Inga underarter finns listade i Catalogue of Life.